# Йохан III фон Траутзон
Йохан III фон Траутзон (на немски: Johann von Trautson; * ок. 1507, Тирол; † 29 декември 1589, Прага) е от 1541 г. влиятелен фрайхер на Траутсон-Шпрехенщайн, Шрофенщайн, господар на Фалкенщайн в Тирол и Долна Австрия, австрийски държавник, имперски съветник в Тирол.

## Живот
Той е син на рицар Йохан II фон Траутзон († 1531 в Инсбрук) и съпругата му Мария Зигвайн фон Биденек, наследствена дъщеря на Йоханес фон Зигвайн-Биденек и на София фон Риндсмаул от род Кронберг. Внук е на рицар Сикс I фон Траутзон († 1508, обезглавен) и Доротея фон Шрофенщайн, наследствена дъщеря на рицар Освалд фон Шрофенщайн и на фрайин Пракседис фон Волкенщайн.
В Тирол Йохан III е губернатор на Южен Тирол, гражданин на Тирол и капитан на Роверето. Повече от 60 години той служи на императорите Фердинанд I, Максимилиан II и Рудолф II и 49 години член на тайния съвет, дворцов маршал и висш управител.
Йохан след следването си пътува 1530/31 г. из Европа. При завръщането си той се жени през 1531 г. за Бригида ди Мадруцо, сестра на кардинал Кристофоро Мадруцо (1512 – 1578), и така получава фамилни връзки с водещите държавници по това време.
Като наследник на баща си Йохан става 1531 г. наследствен маршал в княжеството Тирол и 1538 г. съветник на крал Фердинанд I. Едновременно той става ръководител на управлението на Горна Австрия със седалище в Инсбрук. През 1541 г. е издигнат на „барон на Шпрехенщайн“, събира значимо богатство в Тирол. През 1547 г. той участва в народното събрание в Аугсбург.
Йохан III фон Траутзон умира на ок. 82 години на 29 декември 1589 г. в Прага и е закаран във Виена, където е погребан във фамилната гробница в църквата „Св. Михаел“.
Фамилията му е издигната през 1599 г. на императорски графове и 1711 г. на императорски князе.
- Гробният паметник на Йохан III фон Траутзон в църквата „Св. Михаел“, Виена
- Останки от замък Фалкенщайн
- Останки от замък Шрофенщайн ок. 1850

## Фамилия
Йохан III се жени през 1531 г. за Бригида ди Мадруцо (* ок. 1514; † 26 април 1576, Виена), малка сестра на кардинал Кристофоро Мадруцо (1512 – 1578), дъщеря на фрайхер Джиангауденц ди Мадруцо († 1550) и Еуфемия фон Шпаренберг († 1571). Нейният баща е таен съветник на Фердинанд I и дворцов майстер на синовете му. Те имат децата:
- Балтазар II фон Траутзон († 1590/1597), фрайхер на Шпрехенщайн, главен щалмайстер на Ана Катерина Гонзага, женен през август 1555 г. в Аугсбург за Сузана Фугер фон Кирхберг-Вайсенхорн (* 28 февруари 1539; † 18 ноември 1588)
- Йохан IV фон Траутзон († 1566), императорски мундшенк и трушсес, неженен
- Каспар фон Траутзон (* 1546; † 16 май 1551)
- Клара фон Траутзон († като дете)
- Паул Сикст III фон Траутзон († 30 юли 1621), фрайхер, женен I. 1574 г. за Анна фон Айтцинг (1542 – 1590), II. на 10 май 1591 г. за Анна з Лобковиц († 1604), III. на 30 април 1604 г. за фрайин Сузана Вероника фон Мегау (1580 – 1648)